# Regina Häusl
Regina Häusl, née le 17 décembre 1973 à Bad Reichenhall, est une skieuse alpine allemande.

## Coupe du monde
- Meilleur résultat au classement général : 10e en 1993
  - Vainqueur de la coupe du monde de descente en 2000
  - 1 victoire : 1 descente
  - 13 podiums

### Saison par saison
- Coupe du monde 1992 :
  - Classement général : 20e
- Coupe du monde 1993 :
  - Classement général : 10e
    - 1 victoire en descente : Cortina d'Ampezzo I
- Coupe du monde 1994 :
  - Classement général : 45e
- Coupe du monde 1995 :
  - Classement général : 56e
- Coupe du monde 1996 :
  - Classement général : 53e
- Coupe du monde 1997 :
  - Classement général : 26e
- Coupe du monde 1998 :
  - Classement général : 21e
- Coupe du monde 1999 :
  - Classement général : 13e
- Coupe du monde 2000 :
  - Classement général : 13e
    - Vainqueur de la coupe du monde de descente
- Coupe du monde 2002 :
  - Classement général : 66e
- Coupe du monde 2003 :
  - Classement général : 55e
- Coupe du monde 2004 :
  - Classement général : 72e
- Coupe du monde 2005 :
  - Classement général : 115e

## Arlberg-Kandahar
- Meilleur résultat : 4e place dans la descente 1993 à Cortina d’Ampezzo